# Hypsoblennius sordidus
Hypsoblennius sordidus és una espècie de peix de la família dels blènnids i de l'ordre dels perciformes.

## Morfologia
- Els mascles poden assolir 11,6 cm de longitud total.[1][2]

## Reproducció
És ovípar.

## Depredadors
A Xile és depredat per Pinguipes chilensis.

## Hàbitat
És un peix marí de clima temperat.

## Distribució geogràfica
Es troba a Xile.